# Rockerne
Rockerne er titlen på en fiktiv dokusoap-serie i komediegenren som består af to sæsoner. Rockerne havde premiere på DR2 den 7. marts 2003. I anden sæson erstates Mini med Cliff. Rockerne var en del af programmet Go' Røv og Go' Weekend. Handlingen var henlagt til en såkaldt rockerborg, hvor rockergruppen "Svinene" holdt til. Fire afsnit af Rockerne blev genudsendt i 2009.
En del af redaktionen stod tidligere bag programmer som Banjos Likørstue og Torsdag i 2'eren. Men i Rockerne var det første gang Simon Kvamm, Esben Pretzmann og Rune Tolsgaard for alvor arbejdede sammen, og de spillede alle tre faste roller i serien.

## Personer
- Per "Per" Nielsen (Spillet af Esben Pretzmann)
- Lars Allan "Baune" Baunsbøll (Spillet af Simon Kvamm)
- Glenn "Præsi" Kvist (Spillet af Rune Tolsgaard)
- Morten "Mini" Nielsen (Spillet af Jan Elhøj)
- Cliff (Spillet af Franz Enas)

## Ekstern henvisning
- Rockerne online på DR Bonanza